# Julian Jenner
Julian Jenner (* 28. února 1984, Delft) je nizozemský fotbalový útočník, od října 2014 hráč klubu Diósgyőri VTK. Hraje na křídle.
Mimo Nizozemsko působil na klubové úrovni v Německu a Maďarsku.

## Klubová kariéra
S profi fotbalem začínal v klubu NAC Breda.

## Reprezentační kariéra
Julian Jenner byl členem nizozemského mládežnického výběru U21. Zúčastnil se domácího Mistrovství Evropy hráčů do 21 let 2007, kde Nizozemci porazili ve finále Srbsko 4:1 a vyhráli druhý titul v řadě.